# Shorea ovata
Shorea ovata (tiếng Anh thường gọi là Dark Red Meranti) là một loài thực vật thuộc họ Dipterocarpaceae. Loài này có ở Indonesia, Malaysia, và Philippines. Chúng hiện đang bị đe dọa vì mất môi trường sống.